# Jean-Laurent Mosnier
Jean-Laurent Mosnier, né en 1743 à Paris et mort le 10 avril 1808 à Saint-Pétersbourg, est un peintre et miniaturiste français.
Peintre de cour sous l’Ancien Régime, Mosnier entame, à partir de 1789, une brillante carrière de peintre mondain à Londres, Hambourg et Saint-Pétersbourg. Plusieurs fois académicien, il laisse une œuvre considérable et de très haute qualité, tant en peinture qu’en miniature.

## Biographie

### Peintre de la reine
Jean-Laurent Mosnier fait son apprentissage à l’Académie de Saint-Luc à partir de 1766 et bénéficie très tôt de puissantes recommandations et protections. Depuis ses débuts, Mosnier cultive avec bonheur l’art de la miniature et c’est d’ailleurs ce talent particulier qui l’a rapidement fait connaître des courtisans. Sa manière agréable et flatteuse fait bientôt remarquer le « Roslin de la miniature » de la reine dont il devient l’un des portraitistes attitrés. Il réalise un certain nombre de portraits de Marie-Antoinette, portraits qui, souvent répliqués, servaient de présents de cour à cour, contribuant à asseoir la notoriété de l’artiste à l’étranger.
Il obtient de nombreuses commandes de portraits à l’huile, dont celui de la princesse de Lamballe Marie-Louise de Savoie-Carignan, une œuvre de grand format. Largement reconnu, Mosnier est agréé à l’Académie royale le 29 juillet 1786 et reçu deux ans plus tard, le 23 mai 1788, avec les portraits du sculpteur Charles-Antoine Bridan et de Lagrenée l’Aîné, ancien directeur de l’Académie de France à Rome. Ce dernier portrait et celui de Jean Sylvain Bailly, scientifique devenu maire de Paris en 1789, sont exposés au salon de 1789 avec le portrait d’une « jeune personne méditant sur sa lecture », et plusieurs autres portraits et études d’enfants. En 1789, il peint le Portrait de Marie-Françoise Henriette de Banastre, duchesse de Bouillon.

### L’émigration
Inquiet à l’idée de perdre ses plus gros clients tentés par l’émigration, Jean-Laurent Mosnier se résout à émigrer à son tour et il se rend à Londres vers 1790, quand ses confrères Danloux, Violet ou Ferrières prennent la même décision. Dès son arrivée, il est sollicité par la marquise de Grécourt (1790), sir John Carrington et l’amiral Rodney (1791), d’autres personnages en vue, à raison d’une douzaine de portraits par an, ce qui lui assure d’emblée de confortables revenus. Il prend part à cinq expositions successives à la Royal Academy où il présente trente-deux portraits. Plusieurs d’entre eux sont ceux de Français émigrés, telle Marie-Nicole Vignier de Montréal qui, sauvée par le 9 thermidor, vint à Londres où elle épousa le banquier Walter Boyd. Dans le portrait de cette jeune femme connue pour sa beauté, Mosnier alors rival de Danloux, pour qui lady Boyd a également posé, révèle toute l’étendue de son art esthétisant, extrêmement éloigné du réalisme davidien de mise à Paris depuis 1789.
Chassé, comme beaucoup de Français, par l’Alien Bill de 1796, Mosnier se rend à Hambourg où il sollicite une clientèle distinguée. Comme sa compatriote Élisabeth Vigée-Lebrun à Vienne, il obtient un grand succès, et les musées et collections allemandes conservent de nombreux portraits datant de cette période. Pendant ces quatre années, il portraiture le critique littéraire August Lafontaine et d’autres personnalités de la société allemande, ainsi que des émigrés de Wandsbek, Altona et Hambourg.
Après quatre ans passés à Hambourg, Mosnier obtient l’autorisation d’entrer en Russie. C’est à cette occasion qu’il peint le représentant du tsar à Hambourg, le comte Mouravieff, qui l’avait recommandé en haut lieu. Contrairement à Vigée-Lebrun qui était arrivée deux ans avant lui, il demeure définitivement en Russie, se faisant apprécier du jeune tsar Alexandre Ier qui pose pour lui et le met à la mode. Il portraiture ensuite l’impératrice Elisabeth, les membres de la famille Stroganoff ou encore la princesse Tatiana Youssoupoff. Nommé professeur à l’Académie impériale en 1806, il meurt deux ans plus tard.

## Œuvres

### Collections publiques
- Chartres, musée des Beaux-Arts :
  - Portrait du sculpteur Charles-Antoine Bridan (copie attribuée), toile, 130 × 95 cm, vers 1788 (inv. 5661) ; l'original de ce portrait est à l'école des Beaux-Arts ; don de Mme Besnier en 1890[1].
- Évreux, musée de l'ancien évêché :
  - Portrait de Marie-Françoise Henriette de Banastre, duchesse de Bouillon, 1789.
- Mâcon, musée des Ursulines :
  - Portrait de femme allaitant son enfant.
- Paris , musée du Louvre :
  - Louis Charles Auguste Le Tonnelier, baron de Breteuil(1730-1807), militaire, diplomate, ministre de Louis XVI, huile sur toile, 146 x 114 cm[2].

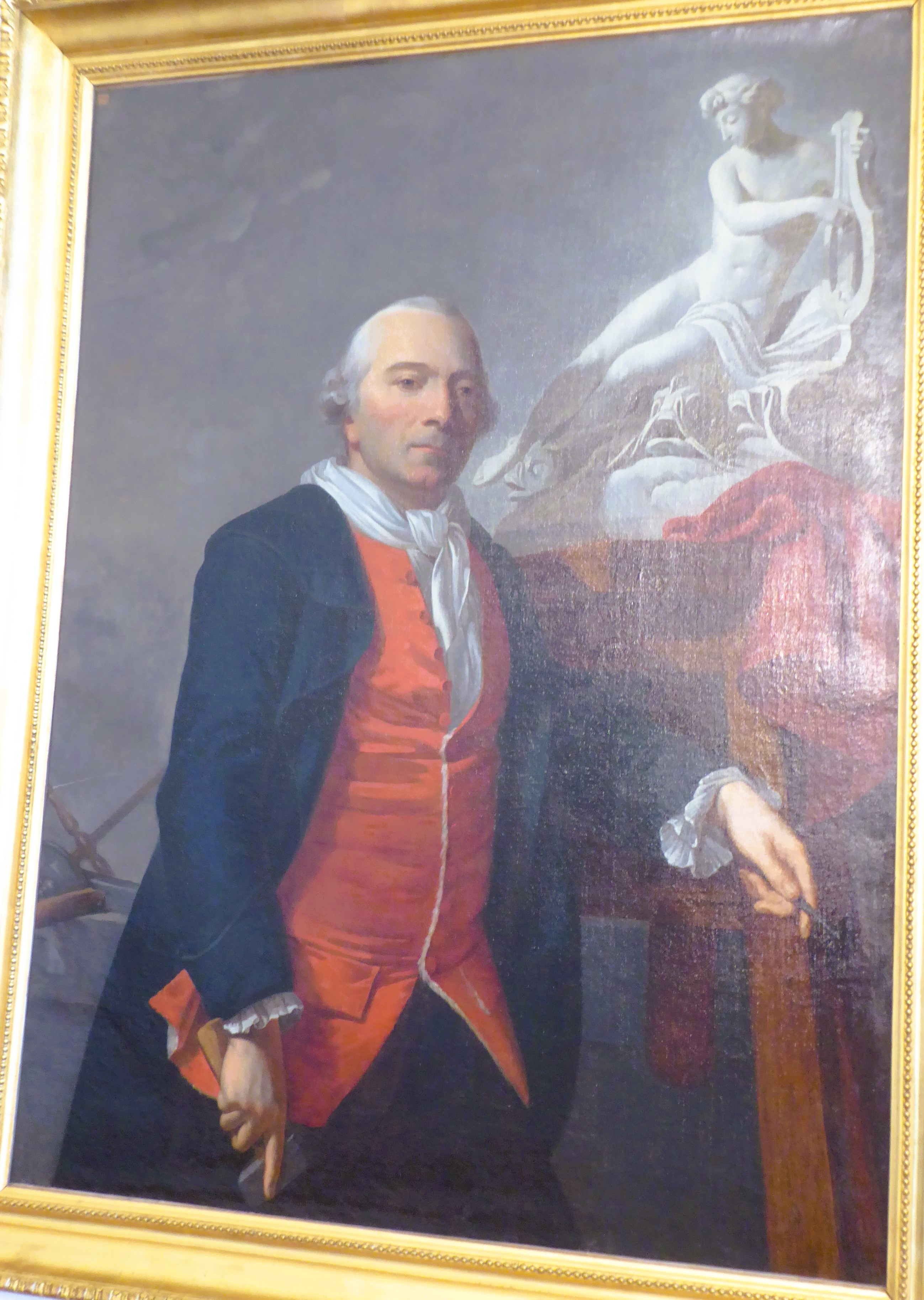
Portrait du sculpteur Charles-Antoine Bridan, vers 1788, musée des Beaux-Arts de Chartres.
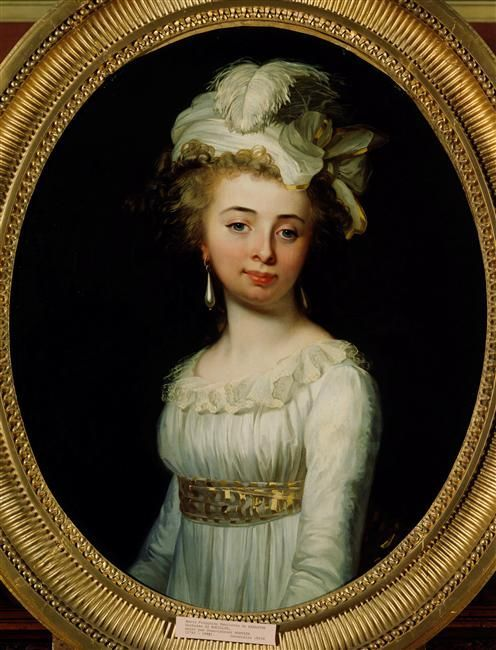
Marie-Françoise Henriette de Banastre, 1789, musée d'Évreux.
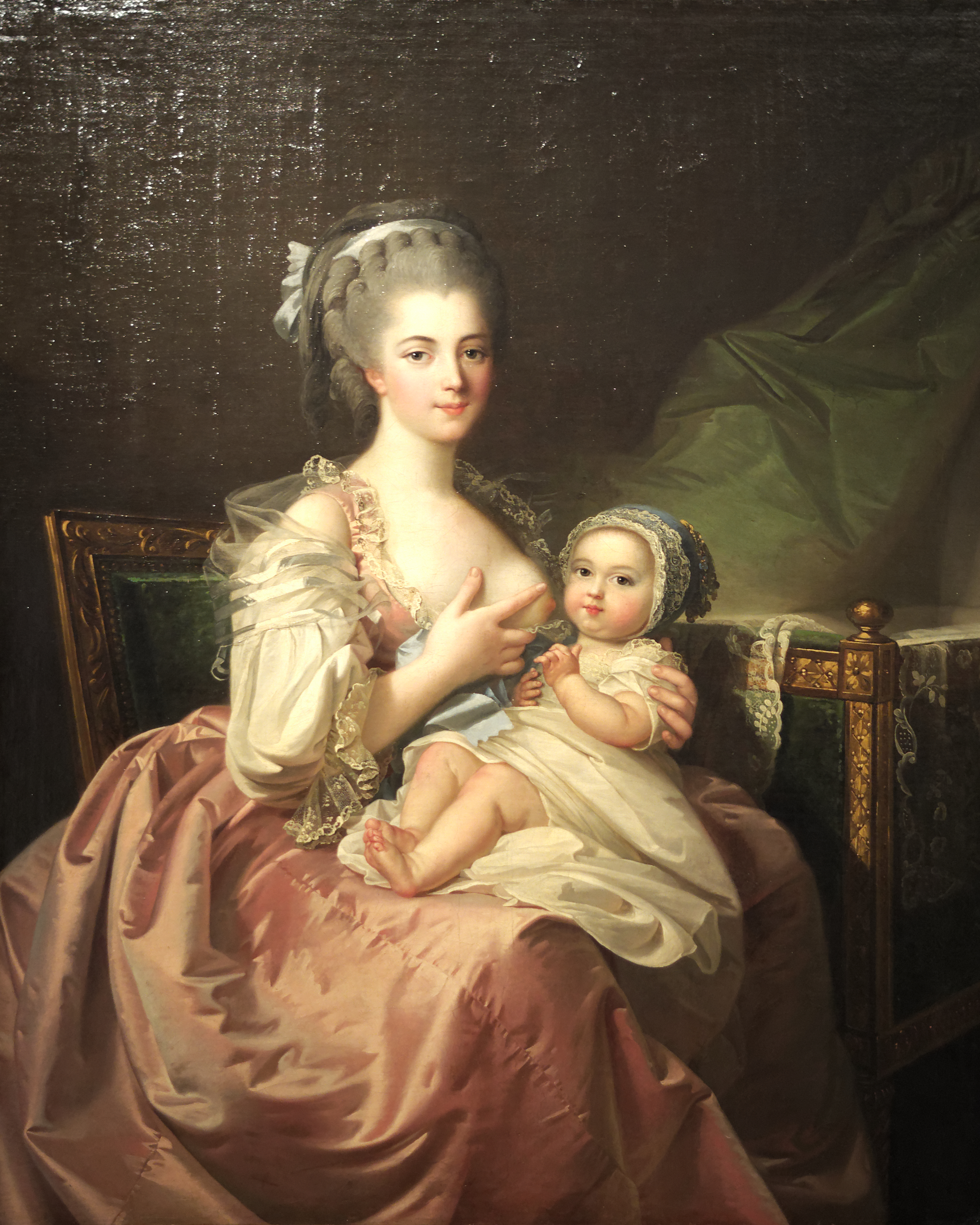
Portrait de femme allaitant son enfant, musée des Ursulines de Mâcon.